# Kungabacken
Kungabacken är en bebyggelse i Högseröds socken i Eslövs kommun i Skåne län. SCB klassade orten före 2015 som en egen småort för att därefter klassa den som en del av tätorten Löberöd.